# Youngstown (Ohio)
Youngstown è una città degli Stati Uniti d'America, nella contea di Mahoning nello Stato dell'Ohio. Posta sul fiume Mahoning, 65 miglia a sud-est di Cleveland e circa 62 miglia a nord-ovest di Pittsburgh (Pennsylvania).
Al censimento del 2000 la città aveva una popolazione di 82 026 abitanti. Nel 2018 la popolazione stimata è scesa a 64 958. Youngstown è situata nella cosiddetta Rust Belt (Fascia della ruggine), ed è stata molto influenzata dal declino dell'industria pesante che ha colpito questa regione.
La Youngstown-Warren Metropolitan Statistical Area (MSA) contiene approssimativamente 600 000 abitanti e include le contee di Mahoning e Trumbull nell'Ohio e la contea di Mercer in Pennsylvania. Tutta l'area della Steel Valley (compresi Youngstown-Warren e Sharon-Farrell-New Castle, Pennsylvania) comprende quasi 720 000 residenti. Youngstown è la sede amministrativa della contea di Mahoning. La città è a sole 10 miglia a ovest della linea di confine con la Pennsylvania ed è situata esattamente tra New York e Chicago.

## Geografia fisica
Youngstown è situata a 41°5'47" nord, 80°38'57" ovest. Confina con le seguenti città e distretti:
- Boardman, a sud;
- Poland, a sud;
- Canfield, a sud-ovest;
- Austintown, a ovest;
- Weathersfield, contea di Trumbull, a nord-ovest;
- la città di Girard, a nord-nordovest;
- Liberty, contea di Trumbull, a nord;
- Hubbard, contea di Trumbull, a nord-est;
- Coitsville, a est;
- la città di Campbell, a est-sud-est;
- la città di Struthers, a sudest.

Secondo lo United States Census Bureau (Ufficio del censimento statunitense), la città ha un'area totale di 88,7 km² (34,2 mi²). 87,8 km² (33,9 mi²) di questa è terraferma, 0,9 km² (0,3 mi²) è costituita da acque, che quindi occupano l'1,02% dell'area totale.
Youngstown si trova sull'altopiano glaciale dei Monti Allegheny. Alla fine dell'ultima glaciazione, i ghiacciai lasciarono una pianura uniforme, con valli come quella creata dal fiume Mahoning che l'attraversa.

## Storia
Il nome della città viene da John Young, che fu il primo ad eseguire un rilevamento dell'area nel 1796 e poco dopo vi si stabilì. L'area comprendente l'attuale Youngstown faceva parte della Connecticut Western Reserve, ed era quindi riservata a coloni provenienti dal Connecticut, quindi la maggior parte dei primi coloni provenivano da quello Stato. Nel giro di un anno, a Youngstown si erano stabilite 10 famiglie, raggruppate vicino alla confluenza del torrente Mill nel fiume Mahoning.

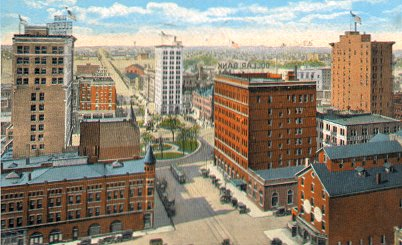
Youngstown intorno al 1910: vista verso sud dalla Piazza Centrale.

Con l'aumento della popolazione nella Western Reserve, divenne necessario istituire delle suddivisioni amministrative. Nel 1800 il governatore del territorio Arthur St. Clair creò la contea di Trumbull (così chiamata in onore del governatore del Connecticut Jonathan Trumbull), e fissò come suo capoluogo il più piccolo insediamento di Warren. Nel 1813 la contea di Trumbull fu divisa in township; quella di Youngstown comprendeva la maggior parte della futura contea di Mahoning. Nel 1848 il villaggio di Youngstown ebbe un suo governo locale, e nel 1867 fu eretta in città. La sede della contea vi fu trasferita da Canfield nel 1876.
La scoperta di depositi di carbone nella zona all'inizio del XIX secolo facilitò l'inclusione della regione nella rete servita dal canale Erie. La ferrovia raggiunse Youngstown nel 1853.
Con l'apertura e lo sviluppo di importanti acciaierie, Youngstown attrasse un elevato numero di immigranti provenienti da Europa orientale, Italia, Germania, Grecia e Irlanda. All'inizio del XX secolo vi affluirono anche immigranti da paesi non europei, tra cui Libano, Palestina, Israele, Siria, e questa diversità etnica è ancora oggi presente in molti quartieri della città.
Sfortunatamente, Youngstown non raggiunse mai un grado di diversificazione economica paragonabile a quello di altre città più grandi. Dunque, quando l'industria dell'acciaio fu colpita dalla crisi, a partire dagli anni settanta, la città ne risentì pesantemente, e ancora oggi non si è ripresa dalla chiusura della maggior parte delle sue industrie.
Youngstown è stata raccontata anche da Bruce Springsteen in una sua canzone: Youngstown.

## Nomignoli di Youngstown
Alcuni nomignoli della città sono: The Steel City; Steeltown, USA; The Struggle City; Rust City; Little Chicago; Crimetown, USA; Murdertown, USA; The Hoboken of Ohio; The Yo; Yompton; The Y.O.; Yo-town; Y-Town.
La Greater Youngstown Metropolitan Area è usualmente chiamata "The Valley" o "The Steel Valley".